# Los Amigos Invisibles
Los Amigos Invisibles (parfois abrégé LAI) est un groupe vénézuélien de musique électronique, de funk et d'acid jazz, originaire de Caracas. Il est le groupe vénézuélien le plus connu à international selon la BBC.

## Histoire

### Formation et débuts
Le groupe se forme en 1991 en réponse à la scène rock et metal locale, habituée à jouer dans les salles et théâtres. Ils décident ensemble de former le meilleur, ou plutôt l'unique groupe de Dance en provenance du Venezuela. Dans une croisade pour convaincre les propriétaires de boîtes de nuit à danser la salsa, le merengue et que guitare électrique ne rime pas toujours avec le punk rock, Los Amigos Invisibles commencent à jouer de nuit à Caracas et ainsi offrir l'alternative pour danser et faire la fête[réf. nécessaire].
Grâce à la politique économique de l'ancien président Rafael Caldera, Los Amigos Invisibles décident de tenter leur chance à New York avec quelques disques dans les poches. Ils arrivent à faire quelques spectacles au S.O.B et placent 20 CD dans un magasin de disques à New York. David Byrne achète un de ces disques et trouvant le numéro de téléphone qui apparaît sur le dos, choisit d'appeler pour savoir qui est ce groupe. Los Amigos Invisibles est alors en fin de contrat avec EMI, et après quelques conversations le groupe intègre Luaka Bop.
Avec l'aide du producteur Andrés Levín et de l'ingénieur Fernando Aponte, Los Amigos Invisibles enregistrent The New Sound of the Venezuelan Gozadera ; la moitié du deuxième album à Caracas et l'autre moitié à New York. À partir de maintenant la musique n'est plus un passe-temps mais est devenu la profession des membres du groupe. Ils commencent à tourner partout dans le monde et font de nouvelles collaborations avec d’autres groupes. Finalement, en contactant EMI Venezuela, ils arrivent à un accord de distribution dans leur pays, le Venezuela, pour lancer l'album A Typical And Autoctonal Venezuelan Dance Band, qui sort en 1995.

### Arepa 3000
Peut-être les longues tournées et le nouveau rythme de travail sont la raison pour laquelle il faut si longtemps aux Los Amigos Invisibles pour terminer leur troisième album, mais ils avaient besoin de se sentir à l'aise pour enregistrer. Ils décident de tenter leur chance avec le producteur Philip Steir et doivent se déplacer quelques mois à San Francisco pour créer Arepa 3000 A Venezuelan Journey Into Space. Le résultat de longues discussion entre le groupe et le producteur fait que cet album obtient une nomination aux Grammy Awards et une autre aux Latin Grammy Awards qui consolide le nom du groupe au niveau mondial[réf. souhaitée].
Tenant compte de l'énorme possibilité de travail et de la facilité à se déplacer au niveau mondial, Los Amigos Invisibles décident de déménager à New York. Ils reviennent de temps en temps au Venezuela pour faire des spectacles, promouvoir leur disque et remercier le public qui leur a permis de se développer au départ. Leur capacité à établir des contacts avec des figures importantes de la dance au niveau mondial, leur permet de commencer à élaborer des remixes pour divers artistes, comme par exemple Little Louie Vega des Masters at Work, avec lequel ils commencent à développer une solide amitié et de fortes relations de travail[réf. nécessaire].
Le duo Los Amigos Invisibles / Masters at Work se met à enregistrer le premier single Bruja, vinyle de 33 tours, distribué par MAW Records. Très excité, les deux parties décident alors d'entrer dans la production de leur prochain album The Venezuelan Zinga Son, finalement sorti en 2003.

### The Venezuelan Zinga SonetSuperpop Venezuela
Le groupe participent aux albums Elements of Life de Louie Vega et Cruising Attitude de Dimitri from Paris. The Venezuela Zinga Son sort en Europe et au Japon grâce au label Long Lost Brother Records. Au Venezuela, le groupe fonde le label Gozadera Records, et sort The Venezuelan Zinga Son. En 2004, Los Amigos Invisibles est en tournée aux États-Unis, au Mexique et en Europe. En mars, ils sont distribués aux États-Unis.
En 2005, le groupe enflamment le public australien au Festival de Sydney[réf. nécessaire]. Puis enchainent la tournée aux États-Unis et en Amérique latine, tout en enregistrant entre les spectacles Superpop Venezuela, qui est produit à la fin de l'année au Venezuela. Los Amigos Invisibles officialisent aux États-Unis le label Gozadera et distribuent Superpop Venezuela produit par Dimitri from Paris. Ils obtiennent une nomination aux Grammy Awards dans la catégorie « meilleur album urbain-latino alternatif »[réf. souhaitée].

### Autres sorties et concerts (depuis 2007)
Los Amigos continuent à tourner en permanence aux États-Unis et en Amérique latine, participant à de grands festivals comme le Rock al parque de Bogota et le Vive Latino de Mexico. Première visite au Salvador et au Guatemala où ils produisent le concert Los Amigos y sus amigos au Poliedro de Caracas et l'Aula Magna de Maracaibo. Ils rentrent ensuite à New York pour enregistrer ce qui sera leur sixième album en studio.
L'année commence par une tournée sur la côte ouest des États-Unis puis par le Mexique et Porto Rico. Le 12 mai 2008 parait officiellement leur premier album CD/DVD, enregistré en live lors du spectacle dans l'Aula Magna de Caracas. Cette sortie accompagne le lancement d'une émission de radio diffusée en direct à travers tout le Venezuela et une brève visite à Maracaibo, Maracay, Valencia et Caracas. Pendant ce temps, LAI continue les répétitions de leur prochain album qu'ils espèrent voir sortir à la fin de l'année.
En 2014, le groupe est nommé « groupe pop de l'année » aux Pepsi Venezuela Music Awards. Cette année-là, le claviériste Armando Figueredo et le guitariste José Luis Pardo (Cheo) quittent le groupe. Tous deux sont des premiers membres.
En 2019, ils remportent à nouveau le Latin Grammy Award, cette fois dans la catégorie « meilleure chanson alternative » avec le morceau Tócamela et annoncent ensuite une nouvelle tournée avec le groupe colombien Aterciopelados.

## Discographie
- 1995 : A Typical and Autoctonal Venezuelan Dance Band (EMI Latin)
- 1997 : The New Sound of the Venezuelan Gozadera (Luaka Bop)
- 2000 : Arepa 3000 (Luaka Bop)
- 2003 : The Venezuelan Zinga Son (Luaka Bop)
- 2006 : Superpop Venezuela (Gozadera Records)
- 2008 : En una noche tan linda como esta : Los Amigos Invisibles Live (Gozadera Records)
- 2008 : Superpop Remixes (Gozadera Records)
- 2009 : Comercial (Gozadera Records/Nacional Records)
- 2011 : Not So Commercial
- 2013 : Repeat After Me
- 2015 : Los Amigos Invisibles, Acústico
- 2017 : El Paradise
- 2022 : Cool Love